# De Volder (adel)
De Volder was een Belgische adellijke familie die in 1923 uitdoofde.

## Geschiedenis
In 1847 werd Jacques-Melchior de Volder (1806-1860) opgenomen in de erfelijke adel.

## Genealogie
- Joseph de Volder (1768-1836), trouwde in 1795 in Gent met Thérèse Cardon (1770-1844).
  - Marie-Thérèse de Volder (1800-1879), trouwde in 1830 in Destelbergen met ridder Bernard Stas de Richelle (1788-1851), volksvertegenwoordiger. Ze kregen een zoon en twee dochters, met afstammelingen tot heden. Ze waren de schoonouders van baron Ferdinand de Loën d'Enschedé, burgemeester van Villers-devant-Orval en senator.
  - Virginie de Volder (1805-1884), trouwde in 1832 in Destelbergen met baron François Heynderycx (1808-1891), zoon van François Heyndericx, burgemeester van Destelbergen en senator. Ze kregen een zoon en twee dochters, met afstammelingen tot heden.
  - Jacques-Melchior de Volder (1806-1860), pauselijk graaf, trouwde in 1829 in Destelbergen met Marie Heynderycx (1809-1867), dochter van François Heynderycx. Ze kregen vijf kinderen.
    - Eugène de Volder (1844-1900), trouwde in 1866 in Gent met gravin Philomène van den Hecke (1839-1911). Ze kregen een zoon.
      - Maximilien de Volder (1867-1923), bleef vrijgezel. Met zijn overlijden doofde de familie uit.

    - Anaïs de Volder (1830-1853), trouwde in 1852 in Destelbergen met burggraaf Edmond de Baré de Comogne (1822-1889), zoon van burggraaf Hippolyte de Baré de Comogne, gemeenteraadslid van Hoei en senator. Ze kregen een zoon en een dochter, met afstammelingen tot heden.
    - Marie de Volder (1831-1906), trouwde in 1852 in Destelbergen met burggraaf Lambert de Baré de Comogne (1817-1861), zoon van Hippolyte de Baré de Comogne. Ze kregen twee zoons en twee dochters, met afstammelingen tot heden.